# Не стреляйте белых лебедей
«Не стреля́йте бе́лых лебеде́й» (в некоторых изданиях — «Не стреляйте в белых лебедей») — роман советского писателя Бориса Васильева, написанный в 1973 году. Впервые опубликован в журнале «Юность» (№ 6—7 за 1973 год) под названием «Не стреляйте в белых лебедей». В 1980 году на киностудии «Мосфильм» по роману был снят кинофильм «Не стреляйте в белых лебедей» (режиссёр Родион Нахапетов).

## Сюжет
В отдалённый посёлок на заработки приехал предприимчивый Фёдор Бурьянов. Будучи лесником в охранном массиве, он построил себе дом из государственного леса и наладил семейный быт, потворствует браконьерству. У жены Бурьянова сестра Харитина замужем за Егором Полушкиным, который подался на жительство в эти края вслед за своим родственником. Егор — плотник с золотыми руками, но добр, не жаден и простодушен. Знакомые над ним смеются, Харитина сетует на судьбу, а сын Колька, наивный и добрый, любит отца, но постоянно испытывает из-за него стыд и обиду.

## Персонажи
- Егор Савельич Полушкин — главный герой, который делает все с душой. Ценит природу и неравнодушен к животным.
- Харитина Макаровна — его жена.
- Колька — сын Егора и Харитины, добрый, благородный мальчик, неравнодушный к окружающим.
- Фёдор Ипатович Бурьянов — лесник в охранном массиве, свояк Полушкина.
- Марья — жена Фёдора, сестра Харитины.
- Вовка — сын Фёдора и Марьи, противоположность Кольке.
- Нонна Юрьевна — школьная учительница.
- Юрий Петрович Чувалов — новый лесничий.

## Критика
Игорь Дедков считал роман неудачей Бориса Васильева:
Надежда читателя романа соприкоснуться — по старомодной привычке — с миром, хотя бы в известных пределах объективным и самодовлеющим, окажется опрометчивой. Взгляд на героя и тон повествования заданы спервоначалу, все последующее — это версия рассказчика, основанная на тенденциозном отборе фактов, но желающая прослыть правдой. На наших глазах произойдет перелицовка человеческой жизни из романа, которым она всегда была и пребудет, в житие на новый манер.<…>. Но, закрыв роман, пытаешься себя уверить,  что сочинен он каким-то другим человеком. Сочинен из самых  Благородных побуждений, но без должного уважения к реальной сложности современной нашей жизни, к тем её действительным испытаниям, которые она предлагает нашей совести.